# Mark Bernstein
Mark Izrailevič Bernstein (Mark Izrailevič Bernštějn, rusky: Марк Израйлевич Бернштейн; 19. srpna 1965) je blogger a editor ruské Wikipedie žijící v Minsku. V březnu 2022 byl Bernstein zadržen běloruskými bezpečnostními složkami GUBOPiK (Hlavní ředitelství pro boj proti organizovanému zločinu a korupci) a obviněn z porušení ruského zákona o falešných zprávách v souvislosti s úpravou článků na Wikipedii na téma ruské invaze na Ukrajinu v roce 2022.

## Původ a vzdělání
Mark Bernstein se narodil v roce 1965 v židovské rodině v Minsku v tehdejší Běloruské SSR. Vystudoval Běloruskou národní technickou univerzitu. Žije a působí v Minsku.

## Wikipedie
Od konce roku 2009 do začátku roku 2022 byl Bernstein pod uživatelským jménem Pessimist2006 jedním z 50 nejaktivnějších editorů ruskojazyčné Wikipedie s více než 200 000 editacemi. Psaním článků byl pověřen vydavateli jiných encyklopedií. Za svůj „největší“ úspěch na Wikipedii v roce 2009 (kdy měla ruská wikipedie cca 500 tisíc článků) označil práci na článku o cenzuře v Sovětském svazu, ve kterém citoval asi 250 zdrojů.

## Zadržení v roce 2022
K námitkám některých editorů ruské Wikipedie, že název článku o ruské invazi na Ukrajinu (Вторжение России на Украину (2022), česky Vpád Ruska na Ukrajinu) porušuje politiku Wikipedie prezentovat informace z neutrálního hlediska, Bernstein prohlásil: „Ruská vojska vtrhla na území Ukrajiny. Je to prostý fakt, ne úhel pohledu.“
Dne 10. března 2022 byly na ruském propagandistickém online fóru na Telegramu Mrakoborec (odkaz na Harryho Pottera, vl. Bystrozor, v originále Auror) zveřejněny soukromé informace o Bernsteinovi spolu s obviněním z porušení nového ruského zákona proti zveřejňování falešných zpráv. Informace na fóru tvrdila, že Bernsteinova úprava článků na Wikipedii o ruské invazi na Ukrajinu v roce 2022 porušila nový zákon.
Dne 11. března 2022 GUBOPiK, běloruské Hlavní ředitelství pro boj proti organizovanému zločinu a korupci, zadrželo Bernsteina v Minsku. Provládní kanál Telegram zveřejnil videozáznam Bernsteinova zadržení a obvinil ho z šíření falešných „protiruských“ informací. Dne 12. března 2022 byl odsouzen k 15denní vazbě za „neuposlechnutí zákonného příkazu nebo požadavku úředníka“ (článek 24.3 běloruského správního řádu).